# 下請いじめ
下請けいじめ（したうけいじめ）とは、請負関係にある、仕事や生産などを発注する側の大企業と受注する側の中小企業や個人事業主の間などの力関係で、一般に大企業である発注側が優位に立っている立場を利用して、受注側で弱い立場にある中小企業や個人事業主などばかりに取引停止などを示唆させて不利な取引条件を押し付け、優位な立場にある発注側が受注側の不利に配慮してその不利の一部を相応に肩代わりすることに協力しようとしないこと。
不利な取引条件としては、極端な値引きを行う、代金支払いを渋る、合理的な理由のない返品をする、無理な納期を求めるなどがあり、日本においてそれらを指す言葉。下請たたき（叩き）などとも言う。この状況は日本において業界各層で広く存在する。
カスタマーハラスメントの一種と云える。

## 日本において下請いじめを指摘された企業
- 三菱電機ロジスティクス[1]
- 九州産交運輸[2]
- マツダ[3][4]
- 日産自動車
- ダイゾー[5]
- とりせん[6]
- ドギーマンハヤシ[7][8]
- サンエス[9][10]
- チヨダ[11]
- 大創産業[12]
- ニッセンホールディングス[13]
- パレモ[14]
- たち吉[15]
- サンゲツ[16]
- フェリシモ[17]
- レオパレス21[要出典]
- セブン&アイ・ホールディングス
  - ヨークベニマル[18]
  - セブン-イレブン・ジャパン[19]
- 荏原製作所[20]
- シャトレーゼ[21]
- 井関農機[22]
- SMK[23]
- 不二サッシ[24]

## 日本における下請いじめを利用した諸問題

### 消費税の輸出戻し税（輸出還付金）
日本の消費税（実態としては「付加価値税」、もしくは粗利益にかかっている点から「粗利税」あるいは「売上税」、「取引税」、「ビジネス税」）には、日本企業の海外への商品輸出に際してその生産にかかった消費税額を還付する制度があり、税務署から輸出企業に還付される。
これについて、「輸出品製造にかかる下請企業が、最終完成商品輸出企業に対して消費税を商品売上価格（輸出企業から見たら仕入価格）に負担税額を上乗せして輸出企業に負担が転嫁出来ている、という前提の下で考えられた制度であり、その前提で実施されていなければ、この輸出戻し税制度の下請企業と輸出企業との間の税負担の公平性は成り立たない」とする見方や、あるいは、企業間の力関係によって消費税を転嫁できないことを問題視する見方が根強くある。
これらについては、価格交渉の問題であって消費税の問題ではない。または、値下げ圧力があったとしても、輸出企業が仕入税額控除（課税売上高×消費税率〈仮受消費税〉－ 課税仕入高×消費税率〈仮払消費税〉、または課税対象となる売上税額 － 課税対象となる仕入れ税額）を受けるのは当然支払った消費税分についてであって、支払ってもいない分について仕入税額控除を受けることはないとの反論がある。
輸出戻し税（輸出還付金）についても、仕入税額控除によって消費税額を計算した結果であり、プラスであれば納税、マイナスであれば還付となるだけのことである、との反論がある。
しかし、消費税分として支払っているものは実際は税金ではなく、物価ないし取引価格の一部であるとして東京地裁（1990年3月26日）と大阪地裁（1990年11月26日）の判決で示されている。つまり、間接税を前提にした「預かり金」にはあたらない。さらに、消費税法上、輸出等の売上は非課税取引ではなく、あくまで免税取引として「0％」の消費税が課される。つまり “ゼロ税率”で課税して国内販売と同じように仕入税額控除を実施して還付する仕組みになっている。輸出企業の場合には「還付金 = 輸出に関わる課税売上 × 0% + 国内に関わる課税売上 × 10% － 課税仕入れ × 10%」となり、輸出専門業者であれば、原則として支払った消費税額がそのまま還付されることになる（なお、消費税率が上昇すれば、その分還付金も増加する。）。
よって、実態は輸出がメインの大企業に対する「輸出助成金」ないし「輸出補助金」と同じことであり、「消費税の税率アップを経団連などが主導している」という見方が可能である。